# Cornell, Wisconsin
Cornell är en stad (city) i Chippewa County i Wisconsin i USA. Vid 2010 års folkräkning hade Cornell 1 467 invånare.
Orten hette först Brunet Falls efter grundaren Jean Brunet. Namnet ändrades senare till Cornell efter Ezra Cornell.